# Chó Dachshund
Chó Dachshund  (Dak sund) (UK: /ˈdæksənd/ hoặc US: /ˈdɑːkshʊnt/ DAHKS-huunt hoặc US: /ˈdɑːksənt/) còn gọi là chó xúc xích, chó lạp xưởng. Chúng là giống chó thân dài, ngực nở, bụng hóp, hoạt bát, rắn chắc với tứ chi rất ngắn. Chúng tạo cho giống chó này một dáng vẻ độc đáo và đầy chất thông thái. Đầu thuôn dài, mắt hơi lồi, mõm dài với bộ hàm khoẻ mạnh cùng những chiếc răng vô cùng sắc bén. Mắt có hình ôvan, màu đỏ sẫm hoặc nâu đen, rất năng động và thân thiện. Tai khá linh hoạt và luôn buông lơ lửng ở hai bên má. Lông của giống chó lông ngắn mượt mà, bóng bẩy và đồng nhất.